# Liga Nacional de Básquetbol 2016-17
La Temporada 2016-17 de la Liga Nacional DirecTV by Spalding será la séptima de la historia de la competición chilena de básquetbol. El campeonato comenzará el 1 de octubre de 2016 con un formato de conferencias (sur y norte) en donde cada uno jugara partidos de ida y vuelta todos contra todos y en paralelo se jugara una fase zonal, para dar paso a los playoffs a finales de febrero del año 2017. El equipo que resulte campeón clasificará a la Liga Sudamericana de Clubes 2017.
Además de los 8 equipos franquicia, se unirán a esta lista los 2 equipos mejor ubicados en Libcentro 2016 y Liga SAESA 2016 respectivamente. Estos clubes fueron Club Deportivo Tinguiririca San Fernando y Municipal Puente Alto por el centro, y Ceb Puerto Montt y Español de Osorno por el sur.

## Antecedentes
En esta temporada se ha cambiado el formato del torneo, pasando de 4 meses de competencia a 7 u 8 meses. También los equipos que queden en el último puesto de la tabla en sus respectivas conferencias perderán la categoría. Aparte a esto, cada equipo jugará play off por conferencia, ambos finalistas nacionales serán los campeones zonales. También se pasará a jugar partidos no solo los fines de semana, ahora se jugarán los miércoles.

## Sistema de campeonato
La temporada constará con 3 fases: La Fase Nacional, interzonal y los Playoffs, los cuales constan de una clasificación y re-clasificación a las semifinales para dar paso a las finales de conferencia, ambos campeones zonales pasarán a la gran final nacional.

### Fase Nacional
Los 12 equipos que disputarán el campeonato jugarán 36 fechas. Se jugará en sistema de franquicias, cada equipo jugará todos contra todos en partidos de ida y vuelta. En esta misma etapa, se jugará en paralelo la fase zonal llamado interzona, en los que jugarán todos contra todos en partidos de ida y vuelta. 
En primera rueda: se medirán en encuentros de ida entre equipos de la misma conferencia, esta fase consta de 11 fechas.
Interzona: en la fase interzona, los equipos jugarán partidos de ida y vuelta en su misma conferencia las cuales se jugarán en paralelo con la fase nacional con 10 fechas.
Segunda rueda: esta última rueda también consta de 11 fechas, en la que todos los equipos jugarán los partidos de vuelta.
Todos los equipos pasarán a play off.

### Playoffs
Los 12 equipos clasificados jugarán la primera fase de los play-offs por conferencia, el primero se enfrentará contra el sexto, el segundo contra el quinto y el tercero contra el cuarto, el cual se jugará al mejor de 7 partidos .
Avanzarán a las semifinales los 3 equipos ganadores de las series en cada conferencia mientras que los 3 perdedores jugarán triangulares, los ganadores de dichos triangulares se sumarán a la semifinal por conferencia. Los 4 perdedores de los triangulares (2 por zona) deberán jugar una nueva serie para no descender y perder la categoría.
La semifinal se jugará por conferencia tanto como la final, los ganadores serán los campeones de conferencia y se enfrentaran en la gran final nacional.

## Equipos participantes
Se enfrentaran equipos que van desde la región de Valparaíso hasta la Región de los Lagos. 12 equipos darán vida a esta temporada. En esta temporada se cuenta con la presencia de 10 clubes franquiciados y 2 queganaron sus cupos en cancha: Municipal Puente Alto de la Libcentro 2016 y Puerto Varas de la Liga SAESA 2016.
| ABA Ancud                                 | Ancud        | Gimnasio Fiscal de Ancud          |  |  |
| Colegio Los Leones de Quilpué             | Quilpué      | Gimnasio Colegio Los Leones       |  |  |
| Municipal Puente Alto                     | Puente Alto  | Gimnasio Municipal de Puente Alto |  |  |
| Deportes Castro                           | Castro       | Gimnasio Municipal de Castro      |  |  |
| Club Deportivo Valdivia                   | Valdivia     | Coliseo Antonio Azurmendy         |  |  |
| Español de Talca                          | Talca        | Gimnasio Cendyr Sur               |  |  |
| Las Ánimas                                | Valdivia     | Coliseo Antonio Azurmendy         |  |  |
| Tinguiririca San Fernando                 | San Fernando | Gimnasio Hermanos Maristas        |  |  |
| Universidad Católica                      | Santiago     | Estadio Palestino                 |  |  |
| Universidad de Concepción                 | Concepción   | Casa del Deporte                  |  |  |
| Club Social y Deportivo Osorno Básquetbol | Osorno       | Monumental María Gallardo         |  |  |
| Club Escuela de Básquetbol Puerto Montt   | Puerto Montt | Gimnasio Municipal                |  |  |

| Región                                           | Cantidad |
| ------------------------------------------------ | -------- |
| Región Metropolitana de Santiago                 | 2        |
| Región de Los Lagos                              | 4        |
| Región de Los Ríos                               | 2        |
| Región de Valparaíso                             | 1        |
| Región del Maule                                 | 1        |
| Región del Libertador General Bernardo O'Higgins | 1        |
| Biobío                                           | 1        |

## Cambio de jugadores y entrenadores
|  |  |  |

|  |  |  |

## Tabla de posiciones
Fecha de actualización: 9 de enero de 2017
| Pos. | Equipos                       | PTS | PJ | PG | PP | PF   | PC   | DIF  |
| ---- | ----------------------------- | --- | -- | -- | -- | ---- | ---- | ---- |
| 1.   | Colegio Los Leones de Quilpué | 56  | 32 | 24 | 8  | 2900 | 2644 | +256 |
| 2.   | Universidad de Concepción     | 52  | 32 | 20 | 12 | 2634 | 2506 | +128 |
| 3.   | Español de Talca              | 50  | 32 | 18 | 14 | 2567 | 2548 | +19  |
| 4.   | Municipal Puente Alto         | 42  | 32 | 11 | 21 | 2383 | 2563 | -180 |
| 5.   | Tinguiririca San Fernando     | 41  | 32 | 9  | 23 | 2420 | 2629 | -209 |
| 6.   | Universidad Católica          | 38  | 32 | 6  | 26 | 2285 | 2559 | -274 |

| Pos. | Equipos                           | PTS | PJ | PG | PP | PF   | PC   | DIF  |
| ---- | --------------------------------- | --- | -- | -- | -- | ---- | ---- | ---- |
| 1.   | C. S. Deportivo Osorno Básquetbol | 54  | 32 | 22 | 10 | 2594 | 2444 | +150 |
| 2.   | Club Deportivo Valdivia           | 51  | 32 | 19 | 13 | 2778 | 2634 | +144 |
| 3.   | ABA Ancud                         | 51  | 32 | 19 | 13 | 2572 | 2501 | +71  |
| 4.   | CEB Puerto Montt                  | 48  | 32 | 16 | 16 | 2535 | 2496 | +39  |
| 5.   | Las Ánimas                        | 46  | 32 | 14 | 18 | 2489 | 2615 | -126 |
| 6.   | Deportes Castro                   | 46  | 32 | 14 | 18 | 2443 | 2461 | -18  |

## Playoffs
Los playoffs serán la postemporada de la LNB, en este caso se jugarán todas las series al mejor de 7 partidos en el formato 2-2-1-1-1. Avanzarán a las semifinales los 3 equipos ganadores de las series de cuartos de final de cada conferencia, mientras que los 3 perdedores jugarán triangulares, los ganadores de dichos triangulares se sumarán a la semifinal por conferencia. Se seguirá avanzando hasta que se consagren los campeones de cada conferencia, los cuales disputarán la gran final nacional de la LNB.
|  | Cuartos de final             | Cuartos de final             | Cuartos de final             |                   |   | Semifinal                    | Semifinal                    | Semifinal                    |   |                   | Final de Conferencias      | Final de Conferencias      | Final de Conferencias      |  |   | Final Nacional            | Final Nacional            | Final Nacional            |  |
|  | 14 de enero al 11 de febrero | 14 de enero al 11 de febrero | 14 de enero al 11 de febrero |                   |   | 25 de febrero al 15 de marzo | 25 de febrero al 15 de marzo | 25 de febrero al 15 de marzo |   |                   | 18 de marzo al 15 de abril | 18 de marzo al 15 de abril | 18 de marzo al 15 de abril |  |   | 22 de abril al 20 de mayo | 22 de abril al 20 de mayo | 22 de abril al 20 de mayo |  |
|  |                              |                              |                              |                   |   |                              |                              |                              |   |                   |                            |                            |                            |  |   |                           |                           |                           |  |
|  |                              |                              |                              |                   |   |                              |                              |                              |   |                   |                            |                            |                            |  |   |                           |                           |                           |  |
|  | 1                            | Leones de Quilpué            | 4                            |                   |   |                              |                              |                              |   |                   |                            |                            |                            |  |   |                           |                           |                           |  |
|  | 1                            | Leones de Quilpué            | 4                            |                   |   |                              |                              |                              |   |                   |                            |                            |                            |  |   |                           |                           |                           |  |
|  | 6                            | Universidad Católica         | 1                            |                   |   |                              |                              |                              |   |                   |                            |                            |                            |  |   |                           |                           |                           |  |
|  | 6                            | Universidad Católica         | 1                            |                   | 1 | Leones de Quilpué            | 4                            |                              |   |                   |                            |                            |                            |  |   |                           |                           |                           |  |
|  |                              |                              |                              |                   | 1 | Leones de Quilpué            | 4                            |                              |   |                   |                            |                            |                            |  |   |                           |                           |                           |  |
|  |                              |                              | 5                            | Tinguiririca S.F. | 0 |                              |                              |                              |   |                   |                            |                            |                            |  |   |                           |                           |                           |  |
|  | *                            | Ganador de triangular        | 5                            | Tinguiririca S.F. | 0 |                              |                              |                              |   |                   |                            |                            |                            |  |   |                           |                           |                           |  |
|  | *                            | Ganador de triangular        |                              |                   |   |                              |                              |                              |   |                   |                            |                            |                            |  |   |                           |                           |                           |  |
|  | *                            | clasifica a semifinal        |                              |                   |   |                              |                              |                              |   |                   |                            |                            |                            |  |   |                           |                           |                           |  |
|  | *                            | clasifica a semifinal        |                              |                   |   |                              |                              |                              | 1 | Leones de Quilpué | 2                          |                            |                            |  |   |                           |                           |                           |  |
|  |                              |                              |                              |                   |   |                              |                              |                              | 1 | Leones de Quilpué | 2                          |                            |                            |  |   |                           |                           |                           |  |
|  |                              |                              | 3                            | Español de Talca  | 4 |                              |                              |                              |   |                   |                            |                            |                            |  |   |                           |                           |                           |  |
|  | 2                            | U de Concepción              | 3                            | Español de Talca  | 4 | 4                            |                              |                              |   |                   |                            |                            |                            |  |   |                           |                           |                           |  |
|  | 2                            | U de Concepción              |                              |                   |   |                              |                              |                              |   |                   |                            |                            |                            |  |   |                           |                           |                           |  |
|  | 5                            | Tinguiririca S.F.            | 3                            |                   |   |                              |                              |                              |   |                   |                            |                            |                            |  |   |                           |                           |                           |  |
|  | 5                            | Tinguiririca S.F.            | 3                            |                   | 2 | U de Concepción              | 2                            |                              |   |                   |                            |                            |                            |  |   |                           |                           |                           |  |
|  |                              |                              |                              |                   | 2 | U de Concepción              | 2                            |                              |   |                   |                            |                            |                            |  |   |                           |                           |                           |  |
|  |                              |                              | 3                            | Español de Talca  | 4 |                              |                              |                              |   |                   |                            |                            |                            |  |   |                           |                           |                           |  |
|  | 3                            | Español de Talca             | 3                            | Español de Talca  | 4 | 4                            |                              |                              |   |                   |                            |                            |                            |  |   |                           |                           |                           |  |
|  | 3                            | Español de Talca             |                              |                   |   |                              |                              |                              |   |                   |                            |                            |                            |  |   |                           |                           |                           |  |
|  | 4                            | Municipal Puente Alto        | 0                            |                   |   |                              |                              |                              |   |                   |                            |                            |                            |  |   |                           |                           |                           |  |
|  | 4                            | Municipal Puente Alto        | 0                            |                   |   |                              |                              |                              |   |                   |                            |                            |                            |  | 1 | Osorno Básquetbol         | 2                         |                           |  |
|  |                              |                              |                              |                   |   |                              |                              |                              |   |                   |                            |                            |                            |  | 1 | Osorno Básquetbol         | 2                         |                           |  |
|  |                              |                              | 3                            | Español de Talca  | 4 |                              |                              |                              |   |                   |                            |                            |                            |  |   |                           |                           |                           |  |
|  | 1                            | Osorno Básquetbol            | 3                            | Español de Talca  | 4 | 4                            |                              |                              |   |                   |                            |                            |                            |  |   |                           |                           |                           |  |
|  | 1                            | Osorno Básquetbol            |                              |                   |   |                              |                              |                              |   |                   |                            |                            |                            |  |   |                           |                           |                           |  |
|  | 6                            | Deportes Castro              | 1                            |                   |   |                              |                              |                              |   |                   |                            |                            |                            |  |   |                           |                           |                           |  |
|  | 6                            | Deportes Castro              | 1                            |                   | 1 | Osorno Básquetbol            | 4                            |                              |   |                   |                            |                            |                            |  |   |                           |                           |                           |  |
|  |                              |                              |                              |                   | 1 | Osorno Básquetbol            | 4                            |                              |   |                   |                            |                            |                            |  |   |                           |                           |                           |  |
|  |                              |                              | 5                            | Las Ánimas        | 3 |                              |                              |                              |   |                   |                            |                            |                            |  |   |                           |                           |                           |  |
|  | *                            | Ganador de triangular        | 5                            | Las Ánimas        | 3 |                              |                              |                              |   |                   |                            |                            |                            |  |   |                           |                           |                           |  |
|  | *                            | Ganador de triangular        |                              |                   |   |                              |                              |                              |   |                   |                            |                            |                            |  |   |                           |                           |                           |  |
|  | *                            | clasifica a semifinal        |                              |                   |   |                              |                              |                              |   |                   |                            |                            |                            |  |   |                           |                           |                           |  |
|  | *                            | clasifica a semifinal        |                              |                   |   |                              |                              |                              | 1 | Osorno Básquetbol | 4                          |                            |                            |  |   |                           |                           |                           |  |
|  |                              |                              |                              |                   |   |                              |                              |                              | 1 | Osorno Básquetbol | 4                          |                            |                            |  |   |                           |                           |                           |  |
|  |                              |                              | 3                            | ABA Ancud         | 1 |                              |                              |                              |   |                   |                            |                            |                            |  |   |                           |                           |                           |  |
|  | 2                            | Deportivo Valdivia           | 3                            | ABA Ancud         | 1 | 4                            |                              |                              |   |                   |                            |                            |                            |  |   |                           |                           |                           |  |
|  | 2                            | Deportivo Valdivia           |                              |                   |   |                              |                              |                              |   |                   |                            |                            |                            |  |   |                           |                           |                           |  |
|  | 5                            | Las Ánimas                   | 0                            |                   |   |                              |                              |                              |   |                   |                            |                            |                            |  |   |                           |                           |                           |  |
|  | 5                            | Las Ánimas                   | 0                            |                   | 2 | Deportivo Valdivia           | 3                            |                              |   |                   |                            |                            |                            |  |   |                           |                           |                           |  |
|  |                              |                              |                              |                   | 2 | Deportivo Valdivia           | 3                            |                              |   |                   |                            |                            |                            |  |   |                           |                           |                           |  |
|  |                              |                              | 3                            | ABA Ancud         | 4 |                              |                              |                              |   |                   |                            |                            |                            |  |   |                           |                           |                           |  |
|  | 3                            | ABA Ancud                    | 3                            | ABA Ancud         | 4 | 4                            |                              |                              |   |                   |                            |                            |                            |  |   |                           |                           |                           |  |
|  | 3                            | ABA Ancud                    |                              |                   |   |                              |                              |                              |   |                   |                            |                            |                            |  |   |                           |                           |                           |  |
|  | 4                            | CEB Puerto Montt             | 2                            |                   |   |                              |                              |                              |   |                   |                            |                            |                            |  |   |                           |                           |                           |  |
|  | 4                            | CEB Puerto Montt             | 2                            |                   |   |                              |                              |                              |   |                   |                            |                            |                            |  |   |                           |                           |                           |  |
|  |                              |                              |                              |                   |   |                              |                              |                              |   |                   |                            |                            |                            |  |   |                           |                           |                           |  |

## Conferencia Centro

### Cuartos de final

#### (1)Leones de Quilpuévs. (6)Universidad Católica
| 14 de enero de 2017 | Leones de Quilpué                                                 | 86–83                | Universidad Católica                                                 |                                                |  |  |
|                     | Parciales: 14-22, 17-15, 28-29, 27-17                             |                      |                                                                      |                                                |  |  |
|                     | Estadísticas Evandro Arteaga 32 Howard Crawford 13 Darrol Jones 4 | Reporte Pts Reb Asts | Estadísticas 26 John Dickson IV 14 John Dickson IV 3 John Dickson IV | Pabellón: Gimnasio Colegio Los Leones, Quilpué |  |  |
| serie 1-0           |                                                                   |                      |                                                                      |                                                |  |  |
|                     |                                                                   |                      |                                                                      |                                                |  |  |

| 15 de enero de 2017 | Leones de Quilpué                                               | 91–72                | Universidad Católica                                                    |                                                |  |  |
|                     | Parciales: 28-16, 20-16, 22-17, 21-23                           |                      |                                                                         |                                                |  |  |
|                     | Estadísticas Brandon Bowdry 25 Brandon Bowdry 12 Darrol Jones 6 | Reporte Pts Reb Asts | Estadísticas 17 Brandon Crawford 17 Brandon Crawford 5 Brandon Crawford | Pabellón: Gimnasio Colegio Los Leones, Quilpué |  |  |
| serie 2-0           |                                                                 |                      |                                                                         |                                                |  |  |
|                     |                                                                 |                      |                                                                         |                                                |  |  |

| 21 de enero de 2017 | Universidad Católica                                                                | 83–80                | Leones de Quilpué                                              |                                       |  |  |
|                     | Parciales: 16-19, 17-21, 25-20, 25-20                                               |                      |                                                                |                                       |  |  |
|                     | Estadísticas John Dickson IV 26 Christian Díaz Horzella 9 Christian Díaz Horzella 7 | Reporte Pts Reb Asts | Estadísticas 18 Darrol Jones 11 Ignacio Carrión 7 Darrol Jones | Pabellón: Estadio Palestino, Santiago |  |  |
| serie 1-2           |                                                                                     |                      |                                                                |                                       |  |  |
|                     |                                                                                     |                      |                                                                |                                       |  |  |

| 22 de enero de 2017 | Universidad Católica                                                   | 89–92                | Leones de Quilpué                                               |                                       |  |  |
|                     | Parciales: 13-29, 31-16, 24-18, 21-29                                  |                      |                                                                 |                                       |  |  |
|                     | Estadísticas John Dickson IV 45 Brandon Crawford 15 Brandon Crawford 4 | Reporte Pts Reb Asts | Estadísticas 30 Evandro Arteaga 9 Ignacio Carrión 5 Barham Amor | Pabellón: Estadio Palestino, Santiago |  |  |
| serie 1-3           |                                                                        |                      |                                                                 |                                       |  |  |
|                     |                                                                        |                      |                                                                 |                                       |  |  |

| 5 de febrero de 2017 | Leones de Quilpué                                                      | 86–71                | Universidad Católica                                                     |                                                            |  |  |
|                      | Parciales: 19-20, 25-12, 19-20, 23-19                                  |                      |                                                                          |                                                            |  |  |
|                      | Estadísticas De Andre Coleman 20 De Andre Coleman 8 De Andre Coleman 4 | Reporte Pts Reb Asts | Estadísticas 16 Brandon Crawford 14 Brandon Crawford 3 Manuel Barrientos | Pabellón: Gimnasio Colegio Los Leones, Quilpué Televisión: |  |  |
| serie 4-1            |                                                                        |                      |                                                                          |                                                            |  |  |
|                      |                                                                        |                      |                                                                          |                                                            |  |  |

Leones de Quilpué gana la serie por 4-1.

#### (2)U de Concepciónvs. (5)Tinguiririca S.F.
| 14 de enero de 2017 | U de Concepción                                         | 87–74                | Tinguiririca S.F.                                        |                                              |  |  |
|                     | Parciales: 24-24, 16-17, 20-14, 27-19                   |                      |                                                          |                                              |  |  |
|                     | Estadísticas Akeem Scott 20 Akeem Scott 7 Akeem Scott 7 | Reporte Pts Reb Asts | Estadísticas 20 Juan Abeiro 10 Jose Bravo 5 Patrick Sáez | Pabellón: Complejo Deportivo CAP, Talcahuano |  |  |
| serie 1-0           |                                                         |                      |                                                          |                                              |  |  |
|                     |                                                         |                      |                                                          |                                              |  |  |

| 15 de enero de 2017 | U de Concepción                                           | 76–68                | Tinguiririca S.F.                                       |                                              |  |  |
|                     | Parciales: 13-18, 13-10, 26-20, 24-20                     |                      |                                                         |                                              |  |  |
|                     | Estadísticas Akeem Scott 29 Paul Harrison 8 Akeem Scott 6 | Reporte Pts Reb Asts | Estadísticas 28 Jose Bravo 9 Jose Bravo 4 Michael Ernst | Pabellón: Complejo Deportivo CAP, Talcahuano |  |  |
| serie 2-0           |                                                           |                      |                                                         |                                              |  |  |
|                     |                                                           |                      |                                                         |                                              |  |  |

| 21 de enero de 2017 | Tinguiririca S.F.                                        | 91–76                | U de Concepción                                                |                                           |  |  |
|                     | Parciales: 20-12, 17-20, 35-18, 19-26                    |                      |                                                                |                                           |  |  |
|                     | Estadísticas Juan Abeiro 25 Jose Bravo 10 Patrick Sáez 9 | Reporte Pts Reb Asts | Estadísticas 18 Sebastian Saez 8 Carlos Lauler 6 Carlos Lauler | Pabellón: Municipal Techado, San Fernando |  |  |
| serie 1-2           |                                                          |                      |                                                                |                                           |  |  |
|                     |                                                          |                      |                                                                |                                           |  |  |

| 22 de enero de 2017 | Tinguiririca S.F.                                          | 87–76                | U de Concepción                                              |                                           |  |  |
|                     | Parciales: 21-21, 22-13, 23-20, 21-22                      |                      |                                                              |                                           |  |  |
|                     | Estadísticas Juan Abeiro 29 Juan Abeiro 12 Patrick Sáez 10 | Reporte Pts Reb Asts | Estadísticas 24 Paul Harrison 11 Paul Harrison 6 Akeem Scott | Pabellón: Municipal Techado, San Fernando |  |  |
| serie 2-2           |                                                            |                      |                                                              |                                           |  |  |
|                     |                                                            |                      |                                                              |                                           |  |  |

| 4 de febrero de 2017 | U de Concepción                                                | 106–89               | Tinguiririca S.F.                                           |                                                |  |  |
|                      | Parciales: 22-18, 25-22, 29-23, 30-26                          |                      |                                                             |                                                |  |  |
|                      | Estadísticas Darren Phillip 31 Darren Phillip 12 Akeem Scott 7 | Reporte Pts Reb Asts | Estadísticas 29 Juan Abeiro 7 Lucas Tischer 5 Lucas Tischer | Pabellón: Casa del Deporte, Concepción (Chile) |  |  |
| serie 3-2            |                                                                |                      |                                                             |                                                |  |  |
|                      |                                                                |                      |                                                             |                                                |  |  |

| 10 de febrero de 2017 | Tinguiririca S.F.                                                | 85–81                | U de Concepción                                             |                                                       |  |  |
|                       | Parciales: 16-16, 15-16, 23-22, 19-19 (T.E.: 12-8)               |                      |                                                             |                                                       |  |  |
|                       | Estadísticas Lucas Tischer 25 Lucas Tischer 13 Francisco Pavez 4 | Reporte Pts Reb Asts | Estadísticas 32 Akeem Scott 16 Darren Phillip 5 Akeem Scott | Pabellón: Municipal Techado, San Fernando Televisión: |  |  |
| serie 3-3             |                                                                  |                      |                                                             |                                                       |  |  |
|                       |                                                                  |                      |                                                             |                                                       |  |  |

| 12 de febrero de 2017 | U de Concepción                                                                | 83–75                | Tinguiririca S.F.                                                                                       |                                                |  |  |
|                       | Parciales: 17-30, 26-12, 16-20, 24-13                                          |                      | |                                                |  |  |
|                       | Estadísticas Darren Phillip, Akeem Scott 26 Darren Phillip 12 Sebastian Saez 5 | Reporte Pts Reb Asts | Estadísticas 27 Juan Abeiro 6 Francisco Pavez, Lucas Tischer, Juan Abeiro 5 Patrick Sáez, Lucas Tischer | Pabellón: Casa del Deporte, Concepción (Chile) |  |  |
| serie 4-3             |                                                                                |                      | |                                                |  |  |
|                       |                                                                                |                      | |                                                |  |  |

U de Concepción gana la serie por 4-3.

#### (3)Español de Talcavs. (4)Municipal Puente Alto
| 14 de enero de 2017 | Español de Talca                                                   | 92–69                | Municipal Puente Alto                                      |                                      |  |  |
|                     | Parciales: 19-19, 23-6, 19-22, 31-22                               |                      |                                                            |                                      |  |  |
|                     | Estadísticas Dwight McCombs 31 Dwight McCombs 12 Francisco Bravo 7 | Reporte Pts Reb Asts | Estadísticas 19 Lenin Lopez 15 Jovani Diaz 6 Juan Cardenas | Pabellón: Gimnasio Cendyr Sur, Talca |  |  |
| serie 1-0           |                                                                    |                      |                                                            |                                      |  |  |
|                     |                                                                    |                      |                                                            |                                      |  |  |

| 15 de enero de 2017 | Español de Talca                                                    | 81–66                | Municipal Puente Alto                                            |                                      |  |  |
|                     | Parciales: 17-13, 22-14, 19-19, 23-20                               |                      |                                                                  |                                      |  |  |
|                     | Estadísticas Dwight McCombs 24 Dwight McCombs 18 Francisco Bravo 10 | Reporte Pts Reb Asts | Estadísticas 21 Diego Valenzuela 15 Lenin Lopez 7 Franco Garrido | Pabellón: Gimnasio Cendyr Sur, Talca |  |  |
| serie 2-0           |                                                                     |                      |                                                                  |                                      |  |  |
|                     |                                                                     |                      |                                                                  |                                      |  |  |

| 21 de enero de 2017 | Municipal Puente Alto                                             | 86–92                | Español de Talca                                                   |                                              |  |  |
|                     | Parciales: 13-26, 18-17, 27-27, 28-22                             |                      |                                                                    |                                              |  |  |
|                     | Estadísticas Lenin Lopez 28 Sebastian Silva 11 Diego Valenzuela 5 | Reporte Pts Reb Asts | Estadísticas 21 Dwight McCombs 13 Dwight McCombs 5 Francisco Bravo | Pabellón: Municipal Puente Alto, Puente Alto |  |  |
| serie 0-3           |                                                                   |                      |                                                                    |                                              |  |  |
|                     |                                                                   |                      |                                                                    |                                              |  |  |

| 22 de enero de 2017 | Municipal Puente Alto                                    | 84–91                | Español de Talca                                                |                                                          |  |  |
|                     | Parciales: 23-20, 17-27, 22-19, 22-25                    |                      |                                                                 |                                                          |  |  |
|                     | Estadísticas Jovani Diaz 22 Jovani Diaz 13 Lenin Lopez 7 | Reporte Pts Reb Asts | Estadísticas 24 Dwight McCombs 8 Pablo Barraza 6 Dwight McCombs | Pabellón: Municipal Puente Alto, Puente Alto Televisión: |  |  |
| serie 0-4           |                                                          |                      |                                                                 |                                                          |  |  |
|                     |                                                          |                      |                                                                 |                                                          |  |  |

Español de Talca gana la serie por 4-0.

### Semifinal

#### (1)Leones de Quilpuévs. (5)Tinguiririca S.F.
| 25 de febrero de 2017 | Leones de Quilpué | vs. | Tinguiririca S.F. |                                                |  |  |
|                       |                   |     |                   |                                                |  |  |
|                       |                   |     |                   | Pabellón: Gimnasio Colegio Los Leones, Quilpué |  |  |
| serie                 |                   |     |                   |                                                |  |  |
|                       |                   |     |                   |                                                |  |  |

| 26 de febrero de 2017 | Leones de Quilpué | vs. | Tinguiririca S.F. |                                                |  |  |
|                       |                   |     |                   |                                                |  |  |
|                       |                   |     |                   | Pabellón: Gimnasio Colegio Los Leones, Quilpué |  |  |
| serie                 |                   |     |                   |                                                |  |  |
|                       |                   |     |                   |                                                |  |  |

| 4 de marzo de 2017 | Tinguiririca S.F. | vs. | Leones de Quilpué |                                           |  |  |
|                    |                   |     |                   |                                           |  |  |
|                    |                   |     |                   | Pabellón: Municipal Techado, San Fernando |  |  |
| serie              |                   |     |                   |                                           |  |  |
|                    |                   |     |                   |                                           |  |  |

| 5 de marzo de 2017 | Tinguiririca S.F. | vs. | Leones de Quilpué |                                           |  |  |
|                    |                   |     |                   |                                           |  |  |
|                    |                   |     |                   | Pabellón: Municipal Techado, San Fernando |  |  |
| serie              |                   |     |                   |                                           |  |  |
|                    |                   |     |                   |                                           |  |  |

#### (2)U de Concepciónvs. (3)Español de Talca
| 25 de febrero de 2017 | U de Concepción | vs. | Español de Talca |                                                |  |  |
|                       |                 |     |                  |                                                |  |  |
|                       |                 |     |                  | Pabellón: Casa del Deporte, Concepción (Chile) |  |  |
| serie                 |                 |     |                  |                                                |  |  |
|                       |                 |     |                  |                                                |  |  |

| 26 de febrero de 2017 | U de Concepción | vs. | Español de Talca |                                                |  |  |
|                       |                 |     |                  |                                                |  |  |
|                       |                 |     |                  | Pabellón: Casa del Deporte, Concepción (Chile) |  |  |
| serie                 |                 |     |                  |                                                |  |  |
|                       |                 |     |                  |                                                |  |  |

| 4 de marzo de 2017 | Español de Talca | vs. | U de Concepción |                                      |  |  |
|                    |                  |     |                 |                                      |  |  |
|                    |                  |     |                 | Pabellón: Gimnasio Cendyr Sur, Talca |  |  |
| serie              |                  |     |                 |                                      |  |  |
|                    |                  |     |                 |                                      |  |  |

| 5 de marzo de 2017 | Español de Talca | vs. | U de Concepción |                                      |  |  |
|                    |                  |     |                 |                                      |  |  |
|                    |                  |     |                 | Pabellón: Gimnasio Cendyr Sur, Talca |  |  |
| serie              |                  |     |                 |                                      |  |  |
|                    |                  |     |                 |                                      |  |  |

### final

#### (1)Leones de Quilpuévs. (3)Español de Talca
|       | Leones de Quilpué | vs. | Español de Talca |  |  |  |
|       |                   |     |                  |  |  |  |
|       |                   |     |                  |  |  |  |
| serie |                   |     |                  |  |  |  |
|       |                   |     |                  |  |  |  |

## Conferencia Sur

### Cuartos de final

#### (1)Osorno Básquetbolvs. (6)Deportes Castro
| 14 de enero de 2017 | Osorno Básquetbol                                               | 81–56                | Deportes Castro                                                   |                                             |  |  |
|                     | Parciales: 24-13, 16-8, 21-14, 20-21                            |                      |                                                                   |                                             |  |  |
|                     | Estadísticas Brandon Robinson 17 Juan Fontena 6 Rodrigo Muñoz 7 | Reporte Pts Reb Asts | Estadísticas 14 Josef Krause 10 Terrance Thomas 3 Terrance Thomas | Pabellón: Monumental María Gallardo, Osorno |  |  |
| serie 1-0           |                                                                 |                      |                                                                   |                                             |  |  |
|                     |                                                                 |                      |                                                                   |                                             |  |  |

| 15 de enero de 2017 | Osorno Básquetbol                                            | 82–80                | Deportes Castro                                                   |                                             |  |  |
|                     | Parciales: 18-21, 23-15, 18-16, 11-18 (T.E.: 12-10)          |                      |                                                                   |                                             |  |  |
|                     | Estadísticas Juan Fontena 22 Juan Fontena 16 Rodrigo Muñoz 7 | Reporte Pts Reb Asts | Estadísticas 20 Terrance Thomas 15 Rodrigo Madera 8 Ronald Cruces | Pabellón: Monumental María Gallardo, Osorno |  |  |
| serie 2-0           |                                                              |                      |                                                                   |                                             |  |  |
|                     |                                                              |                      |                                                                   |                                             |  |  |

| 21 de enero de 2017 | Deportes Castro                                         | 82–79                | Osorno Básquetbol                                                      |                                                   |  |  |
|                     | Parciales: 20-25, 15-20, 17-20, 30-14                   |                      |                                                                        |                                                   |  |  |
|                     | Estadísticas Tyrone Lee 22 Tyrone Lee 7 Ronald Cruces 8 | Reporte Pts Reb Asts | Estadísticas 24 Brandon Robinson 14 Yamene Coleman 5 Marcelo Hernández | Pabellón: Polideportivo de Castro, Castro (Chile) |  |  |
| serie 1-2           |                                                         |                      |                                                                        |                                                   |  |  |
|                     |                                                         |                      |                                                                        |                                                   |  |  |

| 22 de enero de 2017 | Deportes Castro                                               | 74–81                | Osorno Básquetbol                                                 |                                                   |  |  |
|                     | Parciales: 20-20, 20-19, 11-18, 23-24                         |                      |                                                                   |                                                   |  |  |
|                     | Estadísticas Rodrigo Madera 25 Rodrigo Madera 12 Tyrone Lee 5 | Reporte Pts Reb Asts | Estadísticas 27 Brandon Robinson 9 Yamene Coleman 4 Rodrigo Muñoz | Pabellón: Polideportivo de Castro, Castro (Chile) |  |  |
| serie 1-3           |                                                               |                      |                                                                   |                                                   |  |  |
|                     |                                                               |                      |                                                                   |                                                   |  |  |

| 28 de enero de 2017 | Osorno Básquetbol                                                 | 82–68                | Deportes Castro                                                 |                                                         |  |  |
|                     | Parciales: 25-24, 22-17, 19-18, 16-9                              |                      |                                                                 |                                                         |  |  |
|                     | Estadísticas Brandon Robinson 18 Yamene Coleman 12 Felix Ibarra 4 | Reporte Pts Reb Asts | Estadísticas 23 Terrance Thomas 13 Tyrone Lee 4 Terrance Thomas | Pabellón: Monumental María Gallardo, Osorno Televisión: |  |  |
| serie 4-1           |                                                                   |                      |                                                                 |                                                         |  |  |
|                     |                                                                   |                      |                                                                 |                                                         |  |  |

Osorno Básquetbol gana la serie por 4-1.

#### (2)Deportivo Valdiviavs. (5)Las Ánimas
| 14 de enero de 2017 | Deportivo Valdivia                                           | 94–89                | Las Ánimas                                                       |                                               |  |  |
|                     | Parciales: 18-27, 20-24, 22-17, 25-17 (T.E.: 9-4)            |                      |                                                                  |                                               |  |  |
|                     | Estadísticas Arnold Louis 29 Arnold Louis 14 Erik Carrasco 6 | Reporte Pts Reb Asts | Estadísticas 38 Dominic Cheek 12 Terrell Taylor 6 Franco Morales | Pabellón: Coliseo Antonio Azurmendy, Valdivia |  |  |
| serie 1-0           |                                                              |                      |                                                                  |                                               |  |  |
|                     |                                                              |                      |                                                                  |                                               |  |  |

| 15 de enero de 2017 | Deportivo Valdivia                                              | 83–81                | Las Ánimas                                                       |                                               |  |  |
|                     | Parciales: 18-13, 23-27, 25-15, 17-26                           |                      |                                                                  |                                               |  |  |
|                     | Estadísticas Durrell Summers 35 Arnold Louis 15 Erik Carrasco 6 | Reporte Pts Reb Asts | Estadísticas 25 Dominic Cheek 15 Terrell Taylor 4 Jose Del Solar | Pabellón: Coliseo Antonio Azurmendy, Valdivia |  |  |
| serie 2-0           |                                                                 |                      |                                                                  |                                               |  |  |
|                     |                                                                 |                      |                                                                  |                                               |  |  |

| 21 de enero de 2017 | Las Ánimas                                                       | 75–76                | Deportivo Valdivia                                              |                                               |  |  |
|                     | Parciales: 20-15, 18-17, 17-23, 20-21                            |                      |                                                                 |                                               |  |  |
|                     | Estadísticas Dominic Cheek 29 Terrell Taylor 12 Franco Morales 8 | Reporte Pts Reb Asts | Estadísticas 28 Durrell Summers 10 Arnold Louis 8 Erik Carrasco | Pabellón: Coliseo Antonio Azurmendy, Valdivia |  |  |
| serie 0-3           |                                                                  |                      |                                                                 |                                               |  |  |
|                     |                                                                  |                      |                                                                 |                                               |  |  |

| 22 de enero de 2017 | Las Ánimas                                                        | 91–93                | Deportivo Valdivia                                              |                                               |  |  |
|                     | Parciales: 24-25, 27-24, 21-23, 11-11 (T.E.: 8-10)                |                      |                                                                 |                                               |  |  |
|                     | Estadísticas Terrell Taylor 24 Terrell Taylor 16 Franco Morales 8 | Reporte Pts Reb Asts | Estadísticas 37 Durrell Summers 10 Arnold Louis 8 Erik Carrasco | Pabellón: Coliseo Antonio Azurmendy, Valdivia |  |  |
| serie 0-4           |                                                                   |                      |                                                                 |                                               |  |  |
|                     |                                                                   |                      |                                                                 |                                               |  |  |

Deportivo Valdivia gana la serie por 4-0.

#### (3)ABA Ancudvs. (4)CEB Puerto Montt
| 14 de enero de 2017 | ABA Ancud                                                                   | 92–73                | CEB Puerto Montt                                                   |                                           |  |  |
|                     | Parciales: 25-18, 19-19, 23-28, 25-8                                        |                      |                                                                    |                                           |  |  |
|                     | Estadísticas Francisco Centeno 31 Sebastian Figueroa 5 Sebastian Figueroa 6 | Reporte Pts Reb Asts | Estadísticas 23 Louis Munks III 4 Louis Munks III 4 Jorge Valencia | Pabellón: Gimnasio Fiscal de Ancud, Ancud |  |  |
| serie 1-0           |                                                                             |                      |                                                                    |                                           |  |  |
|                     |                                                                             |                      |                                                                    |                                           |  |  |

| 15 de enero de 2017 | ABA Ancud                                                                | 72–83                | CEB Puerto Montt                                                       |                                           |  |  |
|                     | Parciales: 22-18, 22-19, 21-22, 7-24                                     |                      |                                                                        |                                           |  |  |
|                     | Estadísticas Reginald Larry 21 Sebastian Figueroa 6 Sebastian Figueroa 6 | Reporte Pts Reb Asts | Estadísticas 34 Michael Phillips 10 Michael Phillips 4 Louis Munks III | Pabellón: Gimnasio Fiscal de Ancud, Ancud |  |  |
| serie 1-1           |                                                                          |                      |                                                                        |                                           |  |  |
|                     |                                                                          |                      |                                                                        |                                           |  |  |

| 21 de enero de 2017 | CEB Puerto Montt                                                | 60–84                | ABA Ancud                                                         |                                            |  |  |
|                     | Parciales: 17-17, 13-22, 14-21, 16-24                           |                      |                                                                   |                                            |  |  |
|                     | Estadísticas Louis Munks III 11 Louis Munks III 9 Julius Holt 3 | Reporte Pts Reb Asts | Estadísticas 16 Reginald Larry 14 Reginald Larry 4 Pedro Sandoval | Pabellón: Gimnasio Municipal, Puerto Montt |  |  |
| serie 1-2           |                                                                 |                      |                                                                   |                                            |  |  |
|                     |                                                                 |                      |                                                                   |                                            |  |  |

| 22 de enero de 2017 | CEB Puerto Montt                                                       | 92–81                | ABA Ancud                                                               |                                            |  |  |
|                     | Parciales: 24-20, 24-15, 16-20, 28-26                                  |                      |                                                                         |                                            |  |  |
|                     | Estadísticas Michael Phillips 17 Louis Munks III 11 Michael Phillips 3 | Reporte Pts Reb Asts | Estadísticas 20 Reginald Larry 8 Francisco Centeno 5 Sebastian Figueroa | Pabellón: Gimnasio Municipal, Puerto Montt |  |  |
| serie 2-2           |                                                                        |                      |                                                                         |                                            |  |  |
|                     |                                                                        |                      |                                                                         |                                            |  |  |

| 29 de enero de 2017 | ABA Ancud                                                             | 91–83                | CEB Puerto Montt                                                  |                                           |  |  |
|                     | Parciales: 23-22, 19-16, 29-16, 20-29                                 |                      |                                                                   |                                           |  |  |
|                     | Estadísticas Reginald Larry 26 Reginald Larry 10 Sebastian Figueroa 5 | Reporte Pts Reb Asts | Estadísticas 27 Julius Holt 10 Louis Munks III 3 Michael Phillips | Pabellón: Gimnasio Fiscal de Ancud, Ancud |  |  |
| serie 3-2           |                                                                       |                      |                                                                   |                                           |  |  |
|                     |                                                                       |                      |                                                                   |                                           |  |  |

| 4 de febrero de 2017 | CEB Puerto Montt                                                   | 71–78                | ABA Ancud                                                         |                                            |  |  |
|                      | Parciales: 9-17, 18-19, 16-28, 28-14                               |                      |                                                                   |                                            |  |  |
|                      | Estadísticas Michael Phillips 21 Michael Phillips 11 Julius Holt 3 | Reporte Pts Reb Asts | Estadísticas 18 Pedro Sandoval 15 Francisco Centeno 2 Hernan Soto | Pabellón: Gimnasio Municipal, Puerto Montt |  |  |
| serie 2-4            |                                                                    |                      |                                                                   |                                            |  |  |
|                      |                                                                    |                      |                                                                   |                                            |  |  |

ABA Ancud gana la serie por 4-2.

### Semifinal de División Sur

#### (1)Osorno Básquetbolvs. (5)Las Ánimas
| 25 de febrero de 2017 | Osorno Básquetbol | vs. | Las Ánimas |                                             |  |  |
|                       |                   |     |            |                                             |  |  |
|                       |                   |     |            | Pabellón: Monumental María Gallardo, Osorno |  |  |
| serie                 |                   |     |            |                                             |  |  |
|                       |                   |     |            |                                             |  |  |

| 26 de febrero de 2017 | Osorno Básquetbol | vs. | Las Ánimas |                                             |  |  |
|                       |                   |     |            |                                             |  |  |
|                       |                   |     |            | Pabellón: Monumental María Gallardo, Osorno |  |  |
| serie                 |                   |     |            |                                             |  |  |
|                       |                   |     |            |                                             |  |  |

| 4 de marzo de 2017 | Las Ánimas | vs. | Osorno Básquetbol |                                               |  |  |
|                    |            |     |                   |                                               |  |  |
|                    |            |     |                   | Pabellón: Coliseo Antonio Azurmendy, Valdivia |  |  |
| serie              |            |     |                   |                                               |  |  |
|                    |            |     |                   |                                               |  |  |

| 5 de marzo de 2017 | Las Ánimas | vs. | Osorno Básquetbol |                                               |  |  |
|                    |            |     |                   |                                               |  |  |
|                    |            |     |                   | Pabellón: Coliseo Antonio Azurmendy, Valdivia |  |  |
| serie              |            |     |                   |                                               |  |  |
|                    |            |     |                   |                                               |  |  |

#### (2)Deportivo Valdiviavs. (3)ABA Ancud
| 26 de febrero de 2017 | Deportivo Valdivia | vs. | ABA Ancud |                                                           |  |  |
|                       |                    |     |           |                                                           |  |  |
|                       |                    |     |           | Pabellón: Coliseo Antonio Azurmendy, Valdivia Televisión: |  |  |
| serie                 |                    |     |           |                                                           |  |  |
|                       |                    |     |           |                                                           |  |  |

| 27 de febrero de 2017 | Deportivo Valdivia | vs. | ABA Ancud |                                               |  |  |
|                       |                    |     |           |                                               |  |  |
|                       |                    |     |           | Pabellón: Coliseo Antonio Azurmendy, Valdivia |  |  |
| serie                 |                    |     |           |                                               |  |  |
|                       |                    |     |           |                                               |  |  |

| 4 de marzo de 2017 | ABA Ancud | vs. | Deportivo Valdivia |                                           |  |  |
|                    |           |     |                    |                                           |  |  |
|                    |           |     |                    | Pabellón: Gimnasio Fiscal de Ancud, Ancud |  |  |
| serie              |           |     |                    |                                           |  |  |
|                    |           |     |                    |                                           |  |  |

| 5 de marzo de 2017 | ABA Ancud | vs. | Deportivo Valdivia |                                           |  |  |
|                    |           |     |                    |                                           |  |  |
|                    |           |     |                    | Pabellón: Gimnasio Fiscal de Ancud, Ancud |  |  |
| serie              |           |     |                    |                                           |  |  |
|                    |           |     |                    |                                           |  |  |

## Campeón
| Campeón Español de Talca 3º título |

## Líderes individuales
A continuación se muestran los líderes individuales de la LNB 2016-2017.
| Categoría       | Jugador         | Equipo               | Partidos | Total |
| --------------- | --------------- | -------------------- | -------- | ----- |
| MVP Finales     | Dwight McCombs  | Mun. Españo de Talca |          |       |
| Jugador del año | Durrell Summers | CD Valdivia          |          |       |
| Mejor Base      | Erik Carrasco   | CD Valdivia          |          |       |
| Mejor Alero     | Durrell Summers | CD Valdivia          |          |       |
| Mejor Pívot     | Terrell Taylor  | Las Animas           |          |       |
| MVP del año     | Durrell Summers | CD Valdivia          |          |       |
| Mejor Chileno   | Erik Carrasco   | CD Valdivia          |          |       |
| Mejor defensa   | Akeem Scott     | UdeC                 |          |       |

## Equipo ideal
| Categoría   | Jugador         | Equipo               | Pos.  | Estatura        | Peso           |
| ----------- | --------------- | -------------------- | ----- | --------------- | -------------- |
| 1.er Equipo | Erik Carrasco   | CD Valdivia          | Base  | 1,81 m (5′ 11″) | 83 kg (183 lb) |
| 1.er Equipo | Akeem Scott     | UdeC                 | Base  | 1,85 m (6′ 1″)  | 83 kg (183 lb) |
| 1.er Equipo | Durrell Summers | CD Valdivia          | Alero | 1,93 m (6′ 4″)  | 89 kg (196 lb) |
| 1.er Equipo | Dwight McCombs  | Mun. Españo de Talca | Pívot | 2,03 m (6′ 8″)  | 89 kg (196 lb) |
| 1.er Equipo | Terrell Taylor  | Las Animas           | Pívot | 2,03 m (6′ 8″)  | 81 kg (178 lb) |